# Eusebius z Vercelli

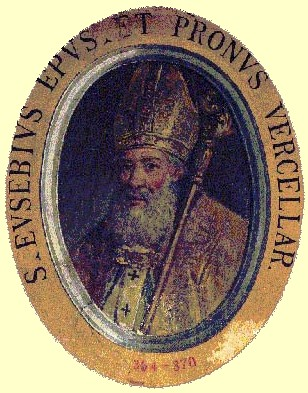
Portrét svatého Eusebia z Vercelli

Svatý Eusebius z Vercelli (kolem roku 283, Sardinie – 1. srpna 371, Vercelli) byl první bezpečně doložený biskup na území dnešní severní Itálie a přední představitel boje proti ariánství. Je uctíván jako světec katolické církve. Jeho svátek se slaví 2. srpna.

## Život
Asi už jako dítě přišel do Říma. V roce 345 se stal biskupem ve Vercelli. Pro svou podporu sv. Atanáše v boji proti ariánství byl římským císařem Constantiem II. v roce 355 poslán do vyhnanství, které z větší části strávil ve Scitopoli. Do své diecéze se vrátil roku 363 díky Juliánu Odpadlíkovi.